# Med Jens Bjerre blandt kannibaler
|  | Denne artikel er oprettet af botten PalnaBot ud fra en ekstern database. Den kan derfor have sproglige fejl eller mangler. Denne skabelon kan fjernes efter kontrol af indholdet. |

Med Jens Bjerre blandt kannibaler er en ekspeditionsfilm instrueret af Jens Bjerre efter manuskript af Jens Bjerre.

## Handling
Jens Bjerre optog filmen under en rejse/ekspedition i 1954. Hjemvendt lavede han en stum film, som han havde med på sine foredragsturneer i hele landet. I 1978, på SFCs foranledning, fik filmene lagt lyd på af Jens Bjerre. Speak, effektlyde og musik.